# Semeniwka (Berdytschiw)
Semeniwka (ukrainisch Семенівка; russisch Семёновка Semjonowka, polnisch Semenówka) ist ein Dorf in der ukrainischen Oblast Schytomyr mit etwa 1000 Einwohnern.
Das Dorf liegt an der Bahnstrecke Kowel–Kosjatyn am Fluss Besimenna (Безіменна), 6 km östlich vom Rajonszentrum Berdytschiw und 43 Kilometer südlich vom Oblastzentrum Schytomyr entfernt.
Es lag ab 1795 im russischen Gouvernement Wolhynien, war ab 1923 ein Teil der Ukrainischen SSR, seit 1991 dann Teil der heutigen Ukraine.

## Verwaltungsgliederung
Am 7. September 2016 wurde das Dorf zum Zentrum der neugegründeten Landgemeinde Semeniwka (ukrainisch Семенівська сільська громада/Semeniwska silska hromada), zu dieser zählten auch noch die 11 in der untenstehenden Tabelle aufgelisteten Dörfer bis dahin war es Teil der Landratsgemeinde Iwankiwzi im Südosten des Rajons Berdytschiw.
Am 12. Juni 2020 kamen noch die 2 Dörfer Sadky und Welyki Hadomzi zum Gemeindegebiet.
Folgende Orte sind neben dem Hauptort Semeniwka Teil der Gemeinde:
| Name                     | Name               | Name                                       |
| ukrainisch transkribiert | ukrainisch         | russisch                                   |
| ------------------------ | ------------------ | ------------------------------------------ |
| Chaschyn                 | Хажин              | Хажин (Chaschin)                           |
| Dubiwka                  | Дубівка            | Дубовка (Dubowka)                          |
| Iwankiwzi                | Іванківці          | Иванковцы (Iwankowzy)                      |
| Krassiwka                | Красівка           | Красовка (Krassowka)                       |
| Kykyschiwka              | Кикишівка          | Кикишовка (Kikischowka)                    |
| Mali Hadomzi             | Малі Гадомці       | Малые Гадомцы (Malyje Gadomzy)             |
| Nowa Oleksandriwka       | Нова Олександрівка | Новая Александровка (Nowaja Aleksandrowka) |
| Sadky                    | Садки              | Садки (Sadki)                              |
| Sakutynzi                | Закутинці          | Закутинцы (Sakutinzy)                      |
| Synhajiwka               | Сингаївка          | Сингаевка (Singajewka)                     |
| Terechowe                | Терехове           | Терехово (Terechowo)                       |
| Welyki Hadomzi           | Великі Гадомці     | Великие Гадомцы (Welikije Gadomzy)         |
| Welyki Nyshirzi          | Великі Низгірці    | Великие Низгорцы (Welikije Nisgorzy)       |